# Wir verstehen uns wunderbar
Der Film Wir verstehen uns wunderbar ist eine französische Screwball-Komödie aus dem Jahr 2006. Regie führte Antoine de Caunes, in den Hauptrollen spielen Charlotte Rampling und Jean Rochefort.

## Handlung
Der Film beginnt mit einem Rückblick auf französische Zeitungscollagen der 1970er Jahre. Der Starregisseur Louis Ruinard und die junge, attraktive, aus England stammende Schauspielerin Alice d'Abanville gelten als das Traumpaar des französischen Films und bestimmen die Titelseiten der Presse. Doch die zahlreichen Affären des egozentrischen Regisseurs führten nach einigen Jahren zur abrupten Trennung: Alice fährt ohne Abschied in ihre Heimat nach London zurück.
Dreißig Jahre später hat sie sich als Schauspielerin des britischen Theaters mit Shakespeare einen Namen gemacht. Zusammen mit ihrem Gatten, dem wohlhabenden Lord Gaylord, wohnt sie in einem Schloss außerhalb von London. 
Ruinard lebt allein, hat seit der Trennung eher nur leichte Komödien gedreht und soll nun in London, dem Drehort seines neusten Films, eine Auszeichnung für sein Lebenswerk als Regisseur bekommen. Ausgerechnet Alice ist vorgesehen, ihm diesen Preis zu überreichen. Doch diese ist noch immer sehr gekränkt und nutzt während der Vorbereitungen jede Möglichkeit, um Louis mit Boshaftigkeiten und spitzen Bemerkungen zu demütigen. Es kommt zum Streit und Alice sagt die Preisübergabe zunächst ab, um dann doch für alle überraschend auf der Bühne zu stehen. Damit stiehlt sie Ruinard die Show und lässt sich als eigentlicher Star auf der Bühne feiern. Die Laudatio mündet in Bissigkeit, Hohn und Spott. 
 Auf der nach der Verleihung stattfindenden Feier versucht Ruinard die Aufmerksamkeit von Alice zu gewinnen, indem er den engagierten Sänger (gespielt von Boy George) von der Bühne komplimentiert und spontan das Lied Boum! von Charles Trenet anstimmt. Obwohl er sich – gestikulierend und singend – eigentlich eher der Lächerlichkeit preisgibt, ist das Publikum begeistert. Alice kann diese Begeisterung nicht teilen und steht auf, um mit ihrem Gatten den Saal zu verlassen. 
Als Louis merkt, dass Alice im Begriff ist zu gehen, bricht er auf der Bühne zusammen. Nachdem er nach kurzer Zeit die Augen öffnet, sieht er Alice, die sich voller Sorge über ihn gebeugt hat. Allerdings missfällt ihr zutiefst, dass sich ihr Mann nun um den schwächelnden Ruinard kümmern will und ihn in sein Schloss einlädt.
Dort kommt es erstaunlich schnell zur Genesung und Louis freundet sich mit Paul, dem erwachsenen Sohn von Alice und Lord Gaylord an. In den folgenden Tagen findet er immer wieder Möglichkeiten, dass sich seine Wege mit denen von Alice und Paul kreuzen. Je öfter dies passiert, umso mehr spürt Alice, dass sie sich noch immer zu Louis hingezogen fühlt.

## Kritiken
„Mit der knapp 62-jährigen Charlotte Rampling als Alice und dem bald 78-jährigen Jean Rochefort, einem Urgestein des französischen Films, sind die Hauptrollen ebenso perfekt wie amüsant besetzt.“

„Hervorragend gespielte Screwball Comedy in bester Tradition, deren Hauptdarstellern man das Vergnügen an ihrer Arbeit ansieht. Die trefflich besetzten Nebenrollen verleihen dem Film zusätzlichen Charme. Sinnenfrohes Kino mit Verständnis für menschliche Schwächen, das für ungehemmte Lebenslust im Alter plädiert.“